# Pittore di Pentesilea
Pittore di Pentesilea (fl. 460 a.C. / 440 a.C.) è il nome convenzionale assegnato ad un ceramografo attico; il suo vaso eponimo è la coppa con la rappresentazione, nel tondo interno, della morte di Pentesilea per mano di Achille, conservata a Monaco di Baviera (Staatliche Antikensammlungen 8705 =2688).
Fu attivo soprattutto nella produzione di coppe a figure rosse e di alcuni piccoli vasi a fondo bianco (skyphoi, kantharoi e pixides). John Beazley ne ha separato la personalità da quella del Pittore di Pistoxenos, un contemporaneo leggermente più anziano, con il quale condivide l'interesse per la policromia.

## Attività

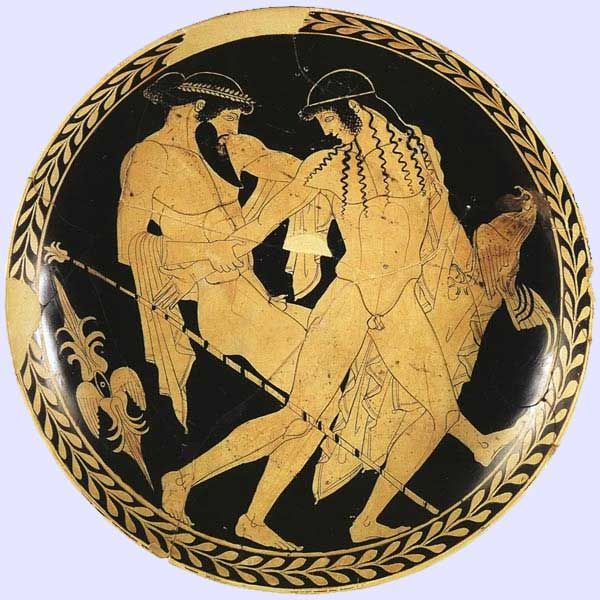
Zeus e Ganimede, kylix a figure rosse. Ferrara, Museo archeologico nazionale T212BVP = 9351.

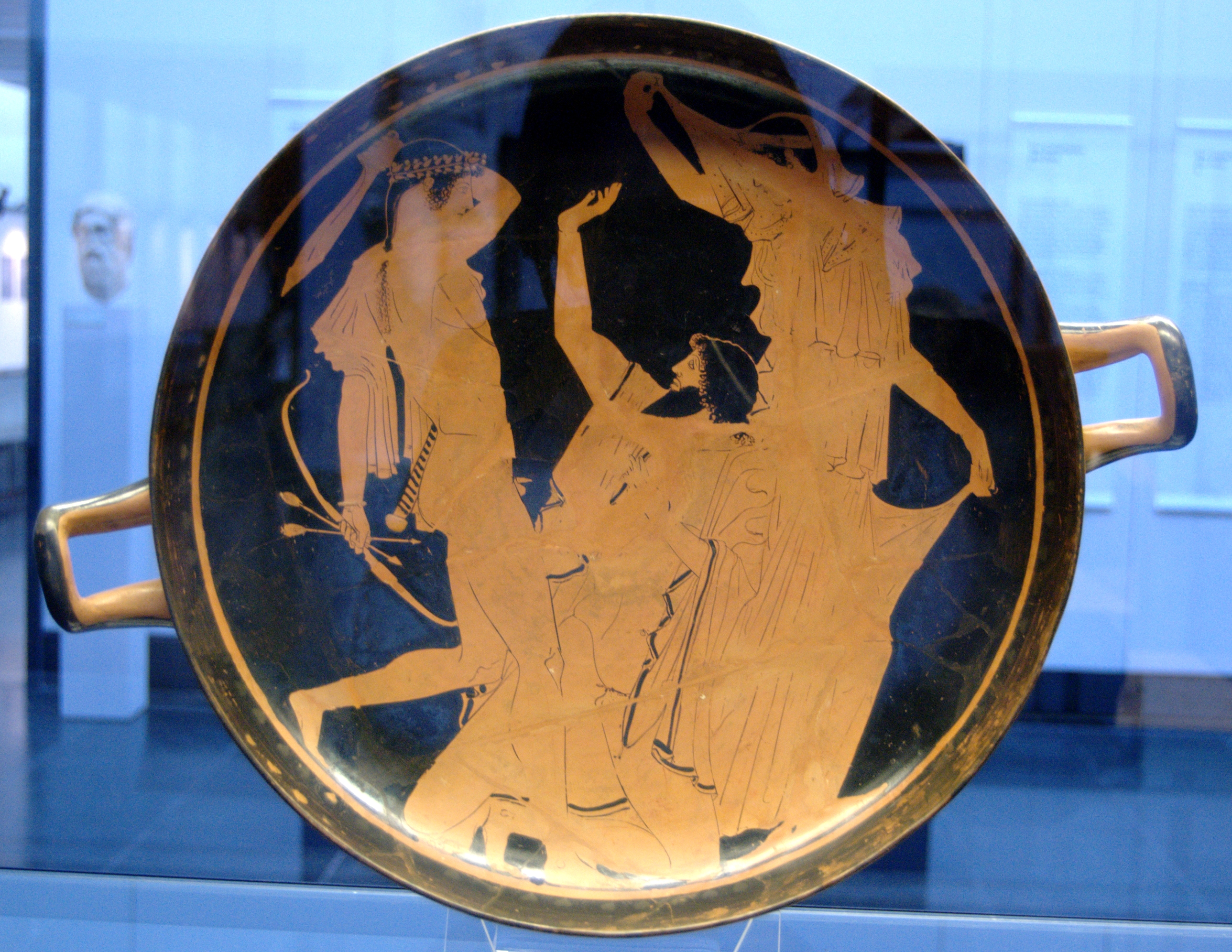
Apollo e Tityos. Monaco di Baviera, Staatliche Antikensammlungen 2689.

Al Pittore di Pentesilea sono stati attribuiti circa 180 vasi, i più antichi dei quali già stilisticamente maturi e formalmente vicini alle opere del Pittore di Pistosseno; egli fece parte, probabilmente insieme a quest'ultimo, di un laboratorio che in seguito rilevò e diresse e che divenne probabilmente la più grande officina del periodo classico, caratterizzata da un sistema di produzione basato sulla specializzazione dei compiti e delle tipologie decorative tra gli artigiani, così che una stessa kylix poteva essere decorata da mani diverse (sono state distinte fino a dieci mani diverse su una stessa coppa). Beazley vi ha ricondotto circa 1500 vasi e una ventina di pittori.
La coppa di Pentesilea è un'opera isolata nella produzione dell'artista come nel resto della tradizione delle figure rosse attiche. Il disegno ha ancora tratti arcaici e la composizione è concepita per il tondo, ma le figure hanno carattere monumentale e vi è evidente la volontà di superare i limiti della decorazione vascolare. Le figure riempiono l'intero spazio interno della coppa, secondo uno schema raro nelle figure rosse e tipico delle coppe a fondo bianco; lo stesso si può dire del trattamento cromatico che riprende la policromia della tecnica a fondo bianco per aumentare la plasticità delle figure. La tecnica a fondo bianco del resto è quella che maggiormente avvicina la decorazione vascolare alla tecnica impiegata nelle megalografie.
Le prime opere del Pittore di Pentesilea si presentano studiatissime nella composizione e nella contrapposizione tra le figure, si veda ad esempio la coppa da Spina con Zeus e Ganimede (il Pittore di Penthesilea è autore del solo tondo interno).  Un'opera successiva come quella conservata a Monaco di Baviera con l'uccisione di Tizio per mano di Apollo, benché presenti una composizione che, come nella kylix di Pentesilea, riempie l'intero spazio, si rivela già più aderente al linguaggio della pittura vascolare: la composizione è più semplice e non c'è policromia, la decorazione esterna inoltre sembra più interessata ad aspetti narrativi che compositivi.
Le opere più mature mostrano un autore che allontanandosi dalla complessità delle composizioni del primo periodo rivolge maggiore attenzione alla narrazione degli eventi, l'urgenza di quest'ultima appare evidente nelle figure appena abbozzate (un tratto raro tra i ceramografi).
La volontà dell'approfondimento psicologico si mostra nella particolare attenzione al trattamento dell'occhio, una caratteristica che condivide con il Pittore di Pistosseno. Le strutture corporee guardano alla scultura del tardo stile severo e una tendenza accentuata verso la drammatizzazione sembra derivare dal teatro contemporaneo.

### kylix conApoteosi di Teseoda Spina
Scoperta nel 1955 è la più grande kylix mai pervenutaci, con un diametro di 56 centimetri (72 se si comprendono le anse). Nel tondo interno la coppia di giovani che si avvicina ad un altare non è stata identificata con certezza, vi si legge talvolta una rappresentazione dei Dioscuri (simboli della pace tra Atene e Sparta, un tema frequente in epoca cimoniana), talaltra di Teseo e Piritoo, per diretta vicinanza al tema presente nella decorazione del fregio. Il tondo centrale infatti è contornato da una cornice a palmette contrapposte, ma esterno a questa si svolge il fregio con le imprese di Teseo, il culto del quale era stato rinnovato a partire dal 470 a.C. e celebrato nella grande pittura di Polignoto di Taso e Micone, nella Stoà Pecile e nel Theseion. La decorazione esterna della kylix presenta su un lato la lotta tra Aiace e Odisseo per il possesso delle armi di Achille, il soggetto del lato opposto invece è controverso, ma comunque venga interpretato, l'intera decorazione di questo oggetto unico deve essere pensata come un programma prestabilito ed elogiativo del mondo attico.

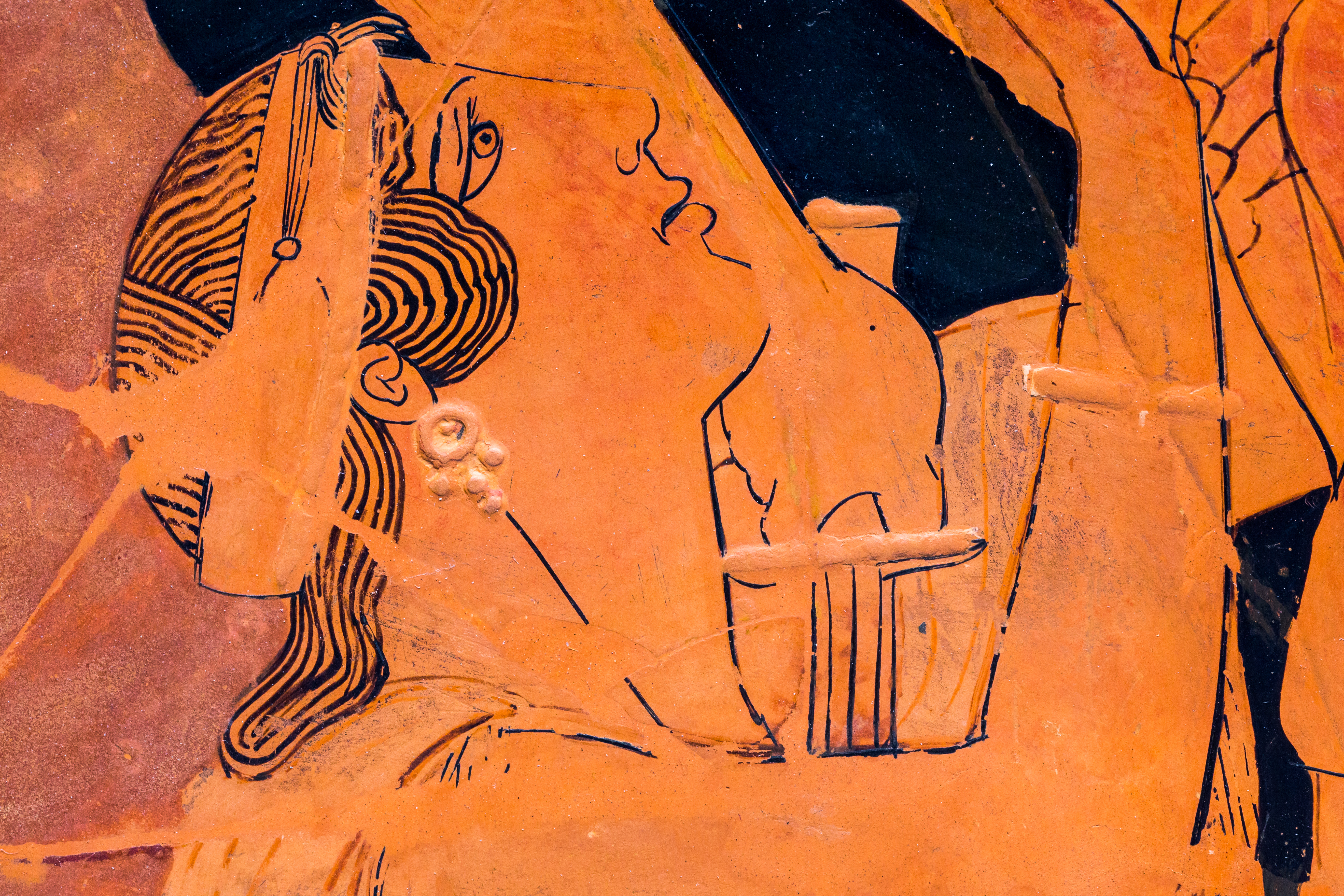
Pentesilea, particolare della Kylix eponima del Pittore di Pentesilea, Staatliche Antikensammlungen 2688
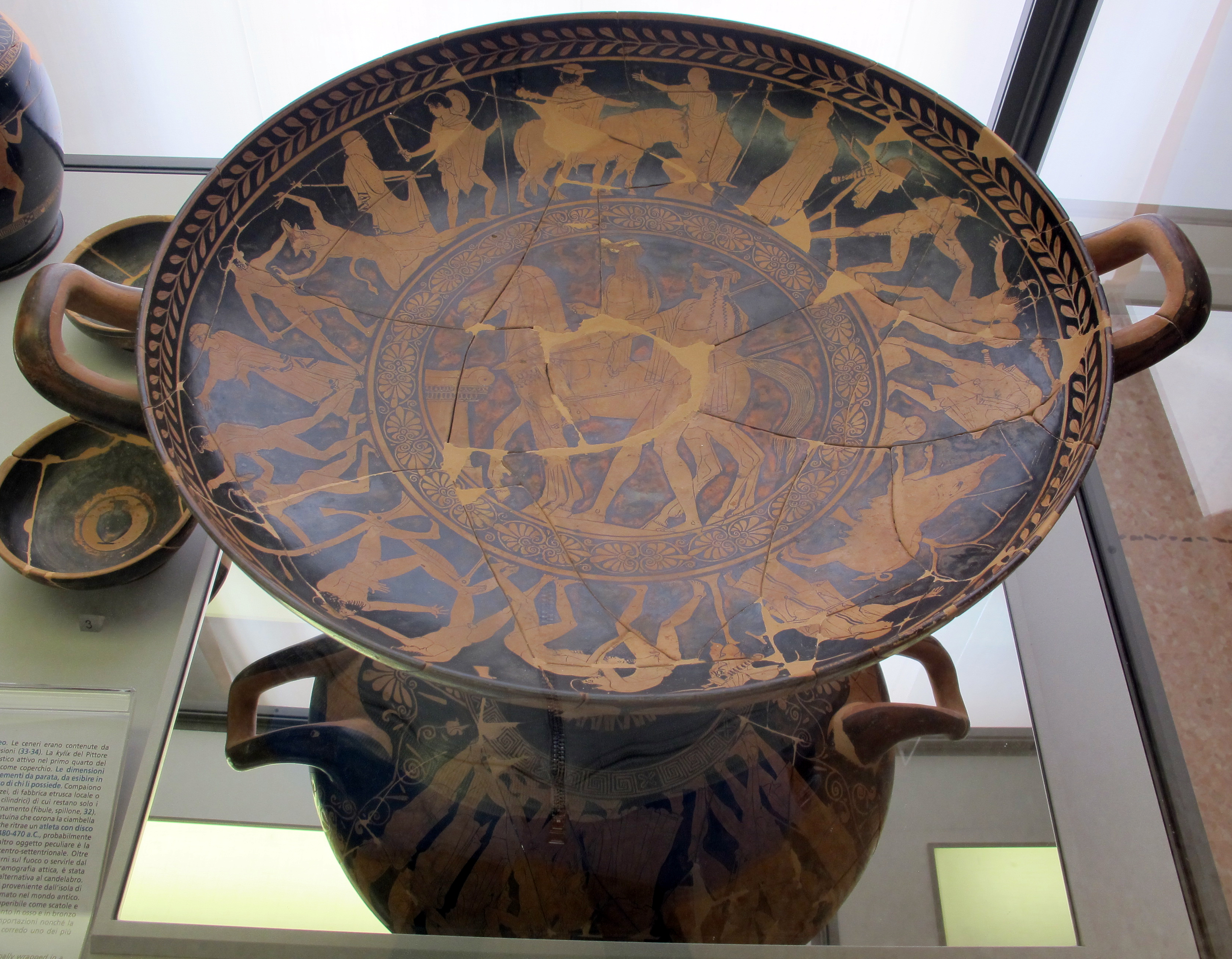
Kylix a figure rosse con apoteosi di Teseo,  Museo archeologico nazionale (Ferrara)
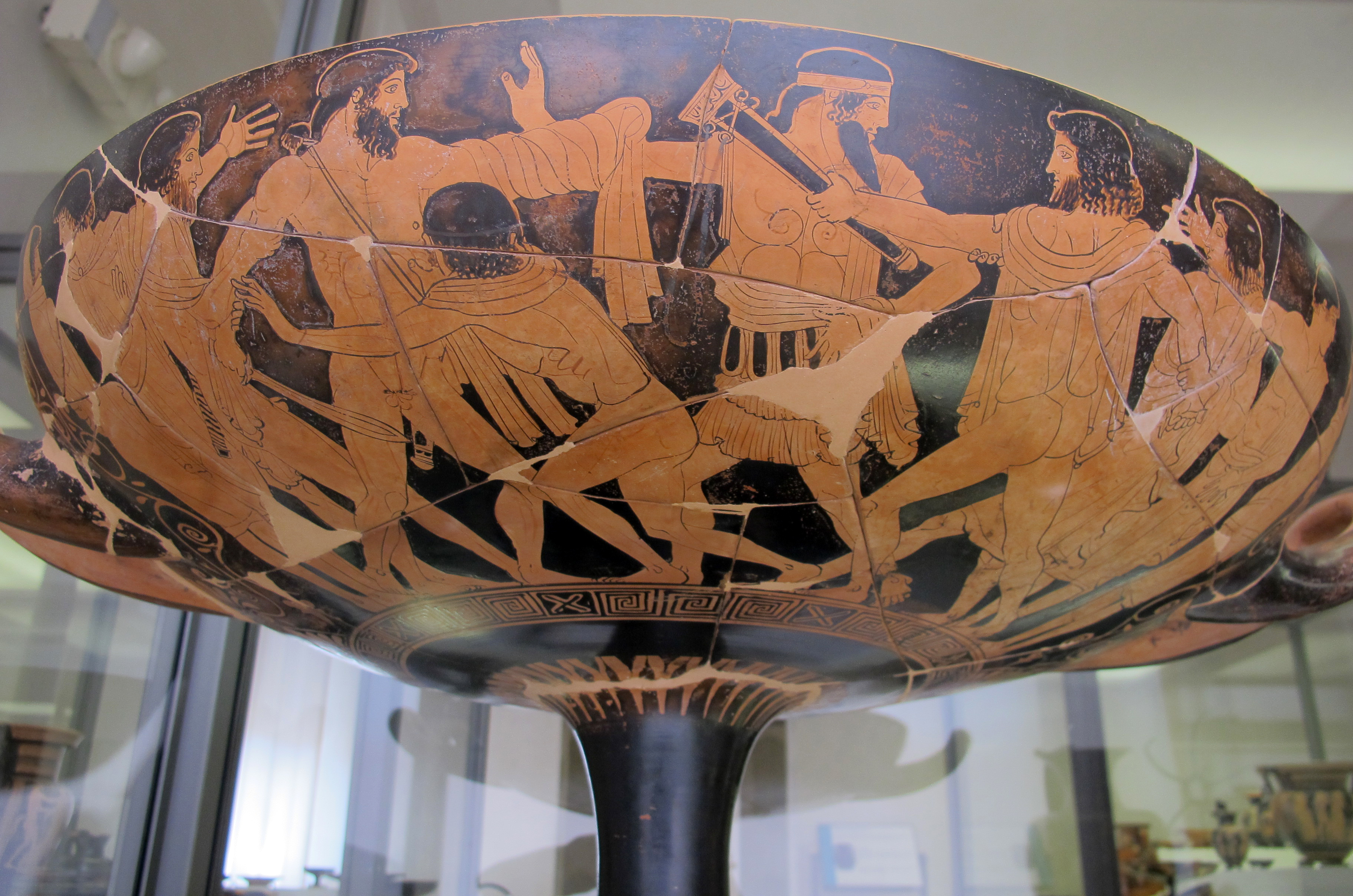
Lotta tra Aiace e Odisseo per il possesso delle armi di Achille, Kylix a figure rosse con apoteosi di Teseo, Museo archeologico nazionale (Ferrara)